# Aprostocetus terebrans
Aprostocetus terebrans är en stekelart som beskrevs av Erdös 1954. Aprostocetus terebrans ingår i släktet Aprostocetus, och familjen finglanssteklar. Arten är reproducerande i Sverige.